# Красное (Залегощенский район)
Красное — село, административный центр Красненского сельского поселения Залегощенского района Орловской области России. Населённый пункт воинской доблести (19.04.2018).
До образования Залегощенского района входило в состав Новосильского уезда Тульской губернии.

## Описание
Село расположено на холмистой, окружённой лесами местности, по обоим берегам реки Неручь в 16 км от районного центра Залегощи. Первоначально поселение образовалось на левом, более возвышенном берегу, где находился господский дом и церковь с домами церковного причта, а напротив через овраг располагались крестьянские дворы. После того как селение разрослось, на правом берегу появилась её вторая половина, которую называли «Заречьем». Недалеко протекает ещё одна речка Озерка, а с северной стороны Дернов Колодец — притоки Неручи. Берега рек чередуются то каменистыми возвышенностями, то небольшими низменными долинами, изрезанные овражками и малыми пересыхающими ручьями. Местность вокруг села красивая и живописная. Оттого и название произошло «Красное», значит красивое. Возможно и другое значение названия. В топонимии слово «красное» означает также «значимое, важное». На месте села в 1571 году находилась 3-я Мценская сторожа: «… на реке Неручи усть Озерны …», т. е. место значимое для государства. Другое название по храму во имя преподобного Сергия Радонежского. Село принадлежало семейству князей Голицыных. В 1759 году деревянный храм, построенный на средства княгини Голицыной, уже существовал. Каменная церковь иконы Спаса Всемилостивого была построена княгиней Елизаветой Петровной Долгоруковой в 1856 году. Приход состоял из самого села, сельца Алексеевки и Затишье (Затишенские посёлки), хуторов Холмы и Дубровка. В 1915 году в селе насчитывалось 158 крестьянских дворов. Имелись: земская школа и церковно-приходские мужская и женская.

## Население
| Годы      | 1857 | 1859 | 1915 | 2010 |
| --------- | ---- | ---- | ---- | ---- |
| Население | 926  | 920  | 1143 | →366 |